# حديث المصعد
حديث المصاعد هو استغلال حيز زمني قصير من أجل تقديم الذات والترويج لمشروع معين إلى مدير شركة أو مستثمر محتمل، وهو من أشهر طرق إيصال المعلومات ببلاغة في أدبيات الإدارة. ويقوم على فكرة أنه إذا لم يستطع المرء التعبير عن نفسه في غضون 30 ثانية فقد يهدر فرصًا ثمينة لافتقاره لمهارة «حديث المصاعد».
«في هذه الفرصة الفريدة، يجب على المتحدث الحديث عن التدريب، ومساره الوظيفي، وخبراته، ومجالات الخبرة والخطط المستقبلية، وكل هذا يجب أن يتم بين لحظة إغلاق أبواب المصعد في الطابق الأرضي واللحظة التي يصل فيها المصعد إلى وجهته (عادة بين 30 و 45 ثانية اعتمادًا على ارتفاع البرج). وفي اللحظة التي تفتح فيها الأبواب، إذا نجح التمرين، فإن» نائب الرئيس«قد يجيب كالتالي:» حسنًا، حسنًا، تواصل مع مساعدتي، كي نحدد موعدا هذا الأسبوع للحديث أكثر«. وبذلك يكون العرض الذي طال انتظاره مضمون. أما إذا باءت المحاولة بالفشل، فمن الأفضل البحث عن العمل في البرج المقابل. هذا هو نفس السيناريو الذي طبق في أواخر التسعينيات في سياق ازدهار الإنترنت، وعرف تطورا منذ تلك الفترة إلى الآن».
إذن فالفكرة تقتضي البحث عن فرصة عمل في مصعد مبنى معين، واستغلال فرصة الالتقاء صدفة بشخص مهم ومناسب لك في مجال عملك وأُتيحت لك الفرصة للتعريف بنفسك أو لعرض منتج معين أو مهارة معينة تمتلكها عبر تقديم الذات والتطرق لفكرة أو مشروع معين في أقصر مدة ممكنة وبأفضل طريقة، من أجل لفت انتباه المخاطب وحثه على تخصيص لقاء مهني لأجل تدارس ذلك.

## كيف أعد حديثا جيدا؟
من أجل إعداد حديث مهني مثير واحترافي يمكن اتباع الخطوات التالية:
1- حدد ما هي المنتجات أو المهارات التي ستقدمها وبُناءً عليه يمكنك أن تقوم بتجهيز أكثر من جملة مختلفة لكل خدمة أو مهارة.
2- عندما تقابل الشخص طبعاً إبدأ بالتحية وإجعلها صغيرة مثل مرحباً على سبيل المثال.
3- إبدأ بتعريف نفسك ويكفي إسمك الأول فعلى الأغلب الناس لن تهتم بمعرفة إسمك بالكامل ولن يتذكروه من البداية، لكن إن استطعت جذب إنتباهم فتصبح قادر أن تعرّفهم بنفسك بعد ذلك بالتفصيل.
4- في حالة مثلاً إن إسمك مشهور وتتوقع أن الشخص الذي أمامك يعرفه، في هذه الحالة يمكن أن تقول له إسمك كاملاً، ويمكنك ربط إسمك بشئ ما معروف لو كان غريب أو متشابه.
5- لست في حاجة لذكر منصبك أو المسمي الوظيفي في البداية لأنك ستعرض هذا بشكل أفضل بعد ذلك.
6- بعد ذلك يمكنك عرض مهاراتك وخدماتك التي طبعاً تهم الشخص الذي تتحدث معه، بمعني إذا كنت متقن لأكثر من مهارة فعليك عرض ما سيجذب انتباه الشخص لك ويعود عليه بالفائدة (ركز علي القيمة التي ستقدمها لهذا الشخص).
7- بعد ذلك قم بتوضيح ماذا تريد تحديداً من هذا الشخص، وغالبا لن ينجذب لكلامك الا في حالة لو قدمت له خدمة أو قيمة ستعود عليه بفائدة على سبيل المثال (أنا أحمد خبير في الشبكات الاجتماعية وأستطيع أن أسوق لخدماتكم من خلالها).
8- بعد ذلك وضّح له السبب الذي يجعله يختارك ويختار خدمتك عن شخص آخر، وهنا يأتي دور إستعراضك لمهاراتك وخبراتك القوية والخاصة بما ستقدمه له والتي من خلالها سيقتنع بك.
9- حاول أن تربط خبراتك ونقاط قوتك بخدمة قدمتها لمكان أو شركة معروفه أو بينها وبين هذا الشخص صلة، حتى تستطيع أن تلفت انتباهه جداً لك ولخدماتك.
10- وأخيراً  قم بختم جملتك التسويقية بفتح مجال للتواصل في المستقبل أو لزيادة التعارف بشكل  مفصل، عن طريق مثلاً  تقديم الكارت الخاص بك، وأيضاً طلب طريقة تواصل مع الشخص مثل الكارت الخاص به أو أي وسيلة تواصل مثل البريد الإلكتروني الخاص به، وكن أنت المبادر في طلب هذا، وحاول الوصول لأقرب فرصة تواصل أو موعد أو مكان تستطيع مقابلتة فيه.